# Patella (Gefäß)

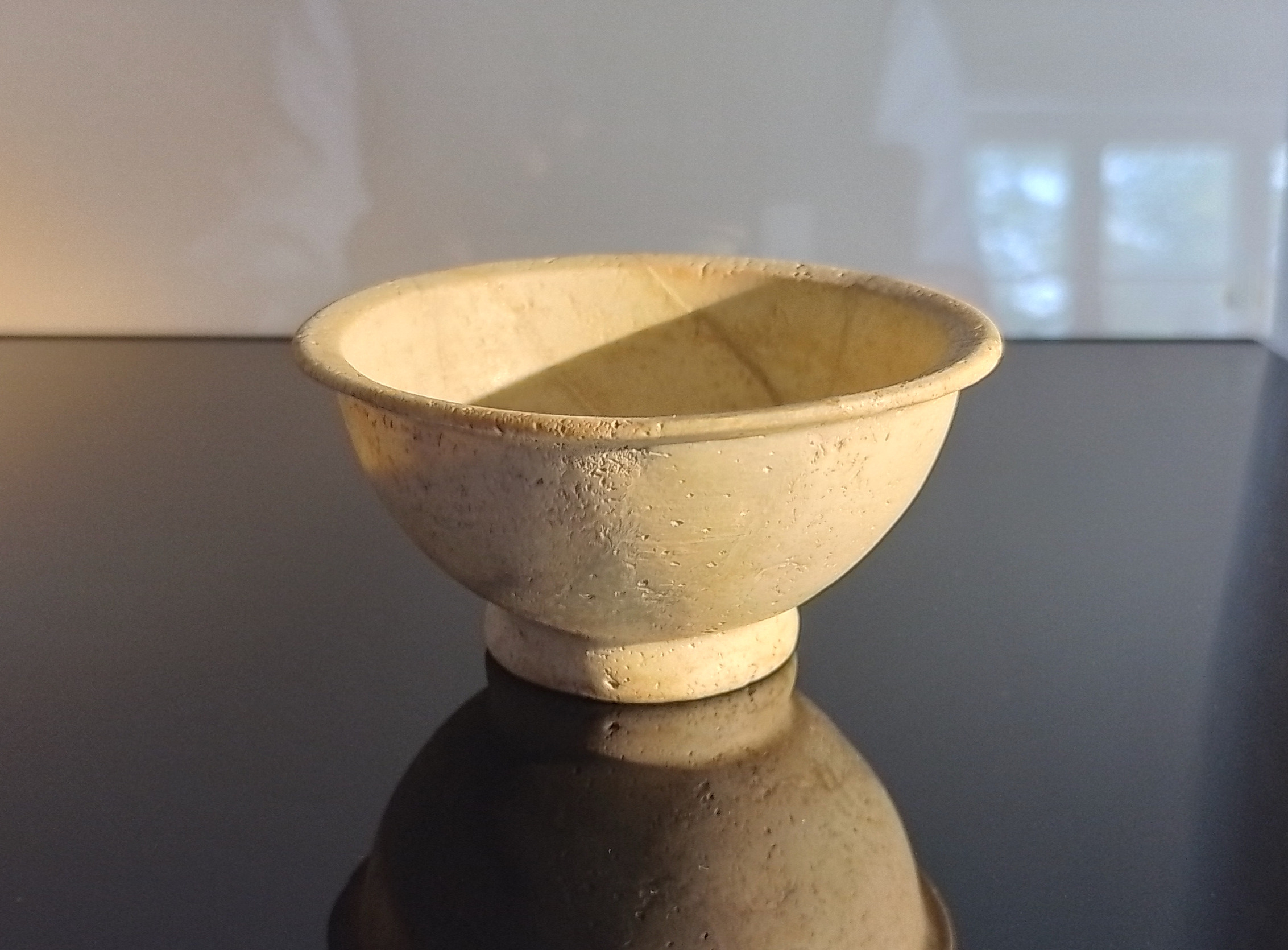
Patella aus opakweißem Glas. Frühe römische Kaiserzeit

Die Patella ist ein antikes römisches Gefäß, das für das Servieren von Speisen und das Speiseopfer gedacht war.
Patellae wurden neben dem täglichen Gebrauch zum Servieren von Speisen auch als Schale für Speiseopfer verwendet. Sie sind vielfach in Darstellungen auf Altären, Sepulkraldenkmälern und Münzen belegt, wobei die Unterscheidung zwischen Patella und Patera wegen der meist recht abstrakten Darstellung schwierig ist. Beide Gefäßformen erscheinen stellvertretend für die realen Opfer im Götter- und Totenkult. Nicht selten sind solche Darstellungen Zeichen der pietas. Vor allem seit der Kaiserzeit nahm die Bedeutung dieser Darstellungen zu und unterstrich die hohe sakrale Bedeutung des Princeps. Zudem waren Patellae Zeichen des Priestercollegiums der Septemviri epulonum.